# Gare de Nishi-Chiba
La gare de Nishi-Chiba (西千葉駅, Nishi-Chiba-eki) est une gare ferroviaire de la ville de Chiba dans la préfecture éponyme au Japon.  Elle est située dans l'arrondissement de Chūō. La gare est desservie par la ligne Chūō-Sōbu de la JR East.

## Situation ferroviaire
La gare de Nishi-Chiba est située au point kilométrique (PK) 58,8 de la ligne Chūō-Sōbu.

## Histoire
La gare a été inaugurée le 1er octobre 1942.

## Services aux voyageurs

### Accès et accueil
La gare dispose d'un bâtiment voyageurs, avec guichet, ouvert tous les jours.

### Desserte
- Ligne Chūō-Sōbu :
  - voie 1 : direction Funabashi, Shinjuku et Mitaka
  - voie 2 : direction Chiba